# الیسا توگوت
الیسا توگوت (ایتالیایی: Elisa Togut؛ زادهٔ ۱۴ مهٔ ۱۹۷۸) بازیکن والیبال زن اهل ایتالیا است. وی در بازی‌های المپیک تابستانی ۲۰۰۰ و ۲۰۰۴ شرکت کرده‌است.